# Heiyanzi
Heiyanzi is een stad in in het arrondissement Fengnan in de Prefectuur Tangshan in de provincie Hebei van de Volksrepubliek China.
Heiyanzi ligt niet ver van de Gele Zee. Er wonen 19.510 inwoners in de stad.